# سفرية خاتون
سفرية خاتون (بالفارسية: سفریه هاتون) ولدت ؟ - توفيت 1073 هي زوجة السلطان ألب أرسلان ، ثاني سلطان للدولة السلجوقية ، وأم سفري خاتون . 
- قامت الممثلة التركية كايرا زابجي بشخصية سفرية خاتون في مسلسل ألب أرسلان :السلجوقي العظيم في عام 2022